# دیانا ام. هالند
دیانا مورین هالند (زاده 1968) ژنرال بازنشسته در ارتش ایالات متحده است که آخرین بار به‌عنوان فرمانده بخش دره می‌سی‌سی‌پی از سپاه مهندسین ارتش ایالات متحده خدمت کرد. او از جانبازان جنگ در عراق و افغانستان است. از ژانویه ۲۰۱۶ تا ژوئن ۲۰۱۷، به‌عنوان فرمانده کدت‌ها در آکادمی نظامی ایالات متحده خدمت کرد، او اولین است زنی که این سمت را به دست آورد.

## اوایل زندگی و تحصیل
هالند در سال ۱۹۶۸ متولد شد. و اهل سانتا باربارا، کالیفرنیا است. او که دختر یک تفنگدار دریایی ایالات متحده بود، از دوران کودکی از خدمت سربازی پدر و پدربزرگش الهام گرفت تا خودش به ارتش بپیوندد. او در هنگام تحصیل در دبیرستان سانتا باربارا، که در سال ۱۹۸۶ از آنجا فارغ‌التحصیل شد، در سپاه آموزش افسران ذخیره جوان شرکت کرد.
هالند از سال ۱۹۸۶ تا ۱۹۹۰ در آکادمی نظامی ایالات متحده حضور داشت. زمانی که در آکادمی بود، لاکراس بازی می‌کرد و کاپیتان سال آخرش بود. پس از فارغ‌التحصیلی، او به‌عنوان ستوان دوم در سپاه مهندسین ارتش ایالات متحده منصوب شد.

## خدمات نظامی

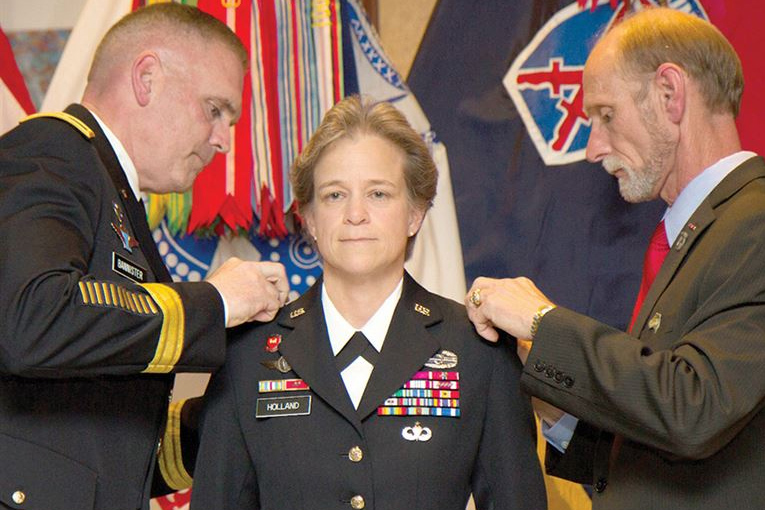
سرتیپ هالند اولین زنی است که در مراسم ترفیع خود در فورت درام، ۲۹ ژوئیه ۲۰۱۵، عنوان معاون فرمانده ژنرال برای پشتیبانی در یک لشکر پیاده‌نظام سبک را به دست آورد. شوهرش، جیمز هالند جونیور، سمت راست، و سرلشکر جفری ال بانیستر، فرمانده لشکر ۱۰ کوهستان و فورت درام، ستاره‌های او را می‌چسبانند.

پس‌از دریافت مأموریت، هالند در آلمان به‌عنوان رهبر دسته ساخت‌وساز عمودی در گردان رزمی مهندس ۷۹ (سنگین)، و به‌عنوان افسر اجرایی گروهان و افسر کمک عملیات گردان در گردان رزمی مهندسی ۹۴ (سنگین) خدمت کرد. پس‌از بازگشت به ایالات متحده، هالند به گردان ۳۰ مهندس (توپوگرافی)، تیپ ۲۰ مهندس در فورتلیبرتی، کارولینای شمالی منصوب شد و به‌عنوان افسر تدارکات گردان و سپس به‌عنوان فرمانده ستاد و شرکت ستاد خدمت کرد.
پس‌از فرمان شرکت، هالند در مسیر تدریس در آکادمی نظامی ایالات متحده، مدرک کارشناسی ارشد هنر را در دانشگاه دوک دریافت کرد، جایی که او از سال ۱۹۹۹ تا ۲۰۰۲ به‌عنوان عضو هیئت علمی در بخش تاریخ خدمت کرد. او سپس در دانشکده فرماندهی و ستاد کل ارتش و دانشکده مطالعات نظامی پیشرفته (SAMS) حضور یافت و در آنجا مدرک کارشناسی ارشد علوم و هنرهای نظامی گرفت.
در ژوئیه ۲۰۰۴، هالند به لشکر ۳ پیاده منصوب شد و به عراق اعزام شد و به‌عنوان افسر طرح لشکر و سپس به‌عنوان افسر عملیات در گردان رزمی ۹۲ مهندسین (سنگین) خدمت کرد. پس‌از بازگشت از عراق، او سپس به‌عنوان افسر برنامه در اداره عملیات، فرماندهی مرکزی ایالات متحده در پایگاه نیروی هوایی مک‌دیل در تمپا، فلوریدا خدمت کرد.
هالند سپس برای فرماندهی گردان ۹۲ مهندسین (الماس سیاه) از ژوئیه ۲۰۰۸ تا ژوئن ۲۰۱۱ بازگشت، که شامل استقرار با گروه ضربت الماس در شرق افغانستان از می ۲۰۱۰ تا آوریل ۲۰۱۱ بود. پس‌از کنار گذاشتن فرماندهی، او همکار علمی کالج جنگ ارتش ایالات متحده در دانشگاه جرج‌تاون شد.
در سال ۲۰۱۲، هالند فرماندهی تیپ ۱۳۰ مهندسین در پادگان شوفیلد، هاوایی را بر عهده گرفت. سال بعد، او با ستاد فرماندهی تیپ به میدان هوایی بگرام، افغانستان اعزام شد، جایی که این واحد به‌عنوان تیپ مهندس تئاتر، نیروی ضربت مشترک خدمت می‌کرد. این تیپ در ژوئن ۲۰۱۴ به پادگان شوفیلد اعزام شد، جایی که هالند در ژوئیه فرماندهی را رها کرد. در نیمه اول سال ۲۰۱۵، او به‌عنوان افسر اجرایی مدیر ستاد ارتش در پنتاگون خدمت کرد.
در اواخر ژوئیه ۲۰۱۵، هالند به‌عنوان معاون فرمانده عمومی برای پشتیبانی، لشکر ۱۰ کوهستان (پیاده‌نظام سبک) در فورت درام، نیویورک منصوب شد، جایی که او دوباره به افغانستان برای پشتیبانی از عملیات نگهبان آزادی و عملیات حمایت قاطع اعزام شد. پس‌از انجام مأموریت، او اولین زنی بود که به‌عنوان افسر عمومی در فورت درام خدمت کرد و اولین زنی بود که به‌عنوان معاون ژنرال در یکی از لشکرهای پیاده‌نظام سبک ارتش خدمت کرد.
در ۱۵ دسامبر ۲۰۱۵، هالند به‌عنوان هفتاد و ششمین فرمانده سپاه کدت‌ها در آکادمی نظامی ایالات متحده و اولین زنی که در این سمت خدمت کرد، اعلام شد.
در ژوئیه ۲۰۱۷، هالند فرماندهی بخش آتلانتیک جنوبی، سپاه مهندسین ارتش ایالات متحده، که مقر آن در آتلانتا، جورجیا است، به عهده گرفت. در این سمت، او بر فعالیت‌های مهندسی ارتش در جنوب شرقی ایالات متحده، آمریکای مرکزی و جنوبی و دریای کارائیب نظارت داشت. در شش ماه اول این مأموریت، او بر پشتیبانی سپاه مهندسین از فلوریدا، جزایر ویرجین ایالات متحده و پورتوریکو به‌دنبال توفندهای ایرما و ماریا نظارت داشت. سال بعد، او در کارولینای شمالی و کارولینای جنوبی به‌دنبال توفند فلورانس، و در فلوریدا و جورجیا پس‌از توفند مایکل، بر واکنش به بلایا نظارت داشت.
در ۱۱ ژوئیه ۲۰۱۹، هالند به درجه سرلشکری ارتقا یافت. شوهرش نیز در رتبه جدیدی قرار گرفت. سال بعد، هالند فرماندهی لشکر آتلانتیک جنوبی را رها کرد و فرماندهی لشکر دره می‌سی‌سی‌پی در ویکزبورگ، می‌سی‌سی‌پی را به عهده گرفت. در اکتبر ۲۰۲۰، سرلشکر هالند به‌عنوان چهل و یکمین رئیس کمیسیون رودخانه می‌سی‌سی‌پی منصوب شد، او اولین زنی است که این سمت را به دست آورد.

## افتخارات
افتخارات و نشان‌های هلند شامل مدال خدمات برجسته ارتش با دو خوشه برگ بلوط، لژیون افتخار با یک خوشه برگ بلوط، مدال ستاره برنز با دو خوشه برگ بلوط، مدال خدمات شایستگی دفاعی، مدال خدمات شایسته با چهار خوشه برگ بلوط، مدال خدمات شایسته با چهار خوشه برگ بلوط، نشان چترباز آلمانی و نشان نقره مدال دو فلوری.
در ژوئن ۲۰۱۸، هالند توسط مجله آتلانتا به‌عنوان «زنی که نشان می‌دهد.» شناخته شد.

## زندگی شخصی
هالند با جیمز هالند جونیور ازدواج کرده است.